# Rhagodia abessinica
Rhagodia abessinica är en spindeldjursart som beskrevs av Roewer 1933. Rhagodia abessinica ingår i släktet Rhagodia och familjen Rhagodidae. Inga underarter finns listade i Catalogue of Life.